# Scolecenchelys cookei
Scolecenchelys cookei är en fiskart som först beskrevs av Fowler 1928.  Scolecenchelys cookei ingår i släktet Scolecenchelys och familjen Ophichthidae. Inga underarter finns listade i Catalogue of Life.